# La Estación (paroisse civile)
Pour les articles homonymes, voir Estacion.
La Estación est l'une des trois divisions territoriales et statistiques dont l'une des deux paroisses civiles de la municipalité d'Ospino dans l'État de Portuguesa au Venezuela. Sa capitale est La Estación.